# 黎鉏
犂彌（?—?），《史记》作黎鉏，中国春秋时期齐国的客卿。 
前501年秋，齐景公攻打晋国的夷仪。东郭书抢先登上城墙，犁弥跟着他，说：“你上去向左边，我上去向右边，让登上城墙的人都来了再下去。”东郭书上城往左，犁弥先下了城。战斗结束后，东郭书和犁弥一起休息，犁弥说：“我先登上城墙。”东郭书收拾皮甲，说：“上一次让我为难，现在还要我为难！”犁弥笑道：“我跟着你像骖马跟着服马一样，哪能抢先？”齐景公赏赐犁弥，犁弥辞谢，说：“我跟着先登城墙的人，他戴着白色头巾披着猪皮斗篷。”齐景公让他看东郭书，犁弥说：“正是东郭夫子，我请把赏赐让给东郭夫子。”齐景公赏赐东郭书，东郭书辞谢：“犁弥是客卿。”于是赏赐犁弥。前500年春季，鲁定公在夹谷会见齐景公，孔丘相礼鲁定公。犁弥对齐景公说：“孔丘懂得礼而缺乏勇，如果派莱地人用武力劫持鲁侯，一定会如愿以偿。”结果孔子有勇有谋，使齐归还侵占鲁的汶阳等地。犂彌设计向鲁赠送女乐文马，造成鲁定公不问朝政。